# The Man with the Scar (film 1915)
The Man with the Scar è un cortometraggio muto del 1915 diretto da Frank Wilson.

## Trama
Una ragazza trova le prove che inchiodano l'assassino di suo padre.

## Produzione
Il film fu prodotto dalla Hepworth.

## Distribuzione
Distribuito dalla Hepworth, il film - un cortometraggio di 480 metri - uscì nelle sale cinematografiche britanniche nel gennaio 1915.
Fu distrutto nel 1924 dallo stesso produttore, Cecil M. Hepworth. Fallito, in gravissime difficoltà finanziarie, Hepworth pensò in questo modo di poter almeno recuperare il nitrato d'argento della pellicola.